# Ernst Kals
Ernst Kals (ur. 2 sierpnia 1905 w Glauchau, zm. 2 listopada 1979 w Emden) – niemiecki oficer marynarki, dowódca niemieckich okrętów podwodnych z okresu II wojny światowej, dowodzący okrętem podwodnym U-130 typu IXC. W trakcie wojny dowodził swoim okrętem w pięciu patrolach operacyjnych, podczas których zatopił 17 jednostek handlowych o pojemności 111 249 BRT i trzy okręty pomocnicze o wyporności 34 407 BRT, uszkodził także jeden okręt o wyporności 6986 ton.

## Życiorys
Od kwietnia 1939 do stycznia 1940 roku przechodził oficerski trening artyleryjski na pokładzie krążownika „Leipzig”, po czym został instruktorem morskiej szkoły artylerii w Kilonii. W sierpniu 1940 roku otrzymał funkcję oficera łącznikowego w marynarki w dowództwie wojsk lądowych Wehrmachtu, zaś w październiku tego samego roku rozpoczął  zakończone w lutym 1941 roku szkolenie w zakresie pływania podwodnego. W lutym i marcu 1941 roku przeszedł  szkolenie dowódcze pod pokładem U-37, a następnie szkolenie torpedowe dla dowódców U-Bootów w 24. Flotylli U-Bootów, które ukończył w kwietniu tego roku. Od kwietnia do czerwca 1941, przechodził szkolenie techniczne U-Bootów Baubelehrung.
11 czerwca 1941 roku objął swoje pierwsze dowództwo, gdy powierzono mu U-130. Do pierwszego stycznia 1943 roku (do 6 lutego według innych źródeł) przeprowadził pięć patroli. Na przełomie 1941 i 1942 roku wziął między innymi udział ataku pięciu jednostek pierwszej fali niemieckich okrętów podwodnych u wybrzeży amerykańskich. 2 stycznia 1943 roku objął dowództwo 2. Flotylli U-Bootów w Lorient, będąc jednocześnie dowódcą znajdującej się tam bazy niemieckich okrętów podwodnych. Sprawował też dowództwo morskiej grupy eskortowej z Lorient. Został wówczas poważnie ranny, w wyniku eksplozji miny lądowej w listopadzie 1944 roku. Dowództwa w Lorient sprawował do kapitulacji.
10 maja 1945 roku został uwięziony, a następnie zwolniony 20 stycznia 1948 roku. W trakcie działań bojowych, 1 września 1942 roku – jako 124 w Kriegsmarine i 62. w U-Bootwaffe – otrzymał Krzyż Rycerski.